# Medal „Za powrót Krymu”
Medal „Za powrót Krymu” (ros. Медаль «За возвращение Крыма») – odznaczenie resortowe ustanowione przez rosyjskie Ministerstwo Obrony w marcu 2014 roku.
21 marca 2014 roku dekretem Ministra Obrony Narodowej nr 160 ustanowiono resortowy medal „Za powrót Krymu”. Pierwsze nagrody wręczono 24 marca 2014. Minister Obrony Federacji Rosyjskiej Siergiej Szojgu osobiście wręczył nagrody jednostkom specjalnym Berkut, oficerom Marynarki Wojennej, piechoty morskiej i samozwańczemu premierowi Republiki Krymskiej Siergiejowi Aksionowowi. Podczas pierwszej prezentacji przyznano 127 medali.